# Marpod
Marpod là một xã thuộc hạt Sibiu, România. Dân số thời điểm năm 2002 là 858 người.